# 卡奈普尔
卡奈普尔（Kanaipur），是印度西孟加拉邦Hugli县的一个城镇。2001年所調查的總人口數為6298。

## 人口
该地2001年总人口6298人，其中男性3236人，女性3062人；0—6岁人口608人，其中男339人，女269人；识字率81.12%，其中男性为83.53%，女性为78.58%。